# Ecclesia de Eucharistia
Ecclesia de Eucharistia (lat. Církev z Eucharistie) je papežská encyklika Jana Pavla II. vydaná 17. dubna 2003.

## Téma
V úvodu papež píše: „Touto encyklikou, navazující na jubilejní dědictví, které jsem chtěl odevzdat církvi v apoštolském listě Novo millennio ineunte, a v jeho mariánském vyvrcholení, v Rosarium Virginis Mariae, toužím znovu probudit tento ’úžas’.“ Úžasem zde míní zpřítomnění velikonočního tajemství v eucharistii. Encyklika má též „přispět k tomu, aby byly rozptýleny stíny nepřijatelných učení a praktik a aby eucharistie i nadále zářila plným jasem svého tajemství.“

### Obsah
- Úvod
- Tajemství víry (kap. 1)
- Eucharistie buduje církev (kap. 2)
- Apoštolský charakter eucharistie a církve (kap. 3)
- Eucharistie a církevní společenství (kap. 4)
- Důstojné slavení eucharistie (kap. 5)
- Ve škole Marie, „ženy eucharistie“ (kap. 6)
- Závěr